# Bütschwil
Bütschwil ist eine Ortschaft und eine ehemalige politische Gemeinde in der Gemeinde Bütschwil-Ganterschwil im Wahlkreis Toggenburg im Kanton St. Gallen. Bütschwil befindet sich zwischen Wattwil und Wil unweit der Thur.

## Geographie
Linksseitig der Thur liegen die Strassendörfer Bütschwil und Dietfurt, die Weiler Grämigen, Tierhag, Feld, Kengelbach und Zwiselen, rechtsseitig der Thur Langensteig und Laufen. Die Nachbargemeinden waren Ganterschwil, Lütisburg, Mosnang, Krinau, Wattwil, Lichtensteig und Oberhelfenschwil.

## Geschichte
Bütschwil wurde erstmals 779 als Bucinesvilare erwähnt. Es war damals ein Hof, der vermutlich von Alemannen aufgebaut wurde. Von den Römern war das Gebiet um Bütschwil nicht besiedelt worden. Der Hofbesitzer schenkte sein Gebiet 855 durch eine Schenkungsurkunde dem Kloster St. Gallen, das den Kehlhof 1280 an die Grafen von Werdenberg verpfändete. 1340 gelangte die Grundherrschaft an die Grafen von Toggenburg. 1475 kaufte sie die Fürstabtei St. Gallen zurück, die 1468 die Landesherrschaft über das gesamte Toggenburg erworben hatte. Das Gebiet der ehemaligen Gemeinde war den Gerichten Bazenheid, Neckertal und Wattwil zugeteilt.

Luftbild von Walter Mittelholzer aus dem Jahr 1920

Foto von Walter Mittelholzer der mechanischen Buntweberei in der Zwischenkriegszeit. Das Areal dient heute dem Gewerbe als «Soorpark».

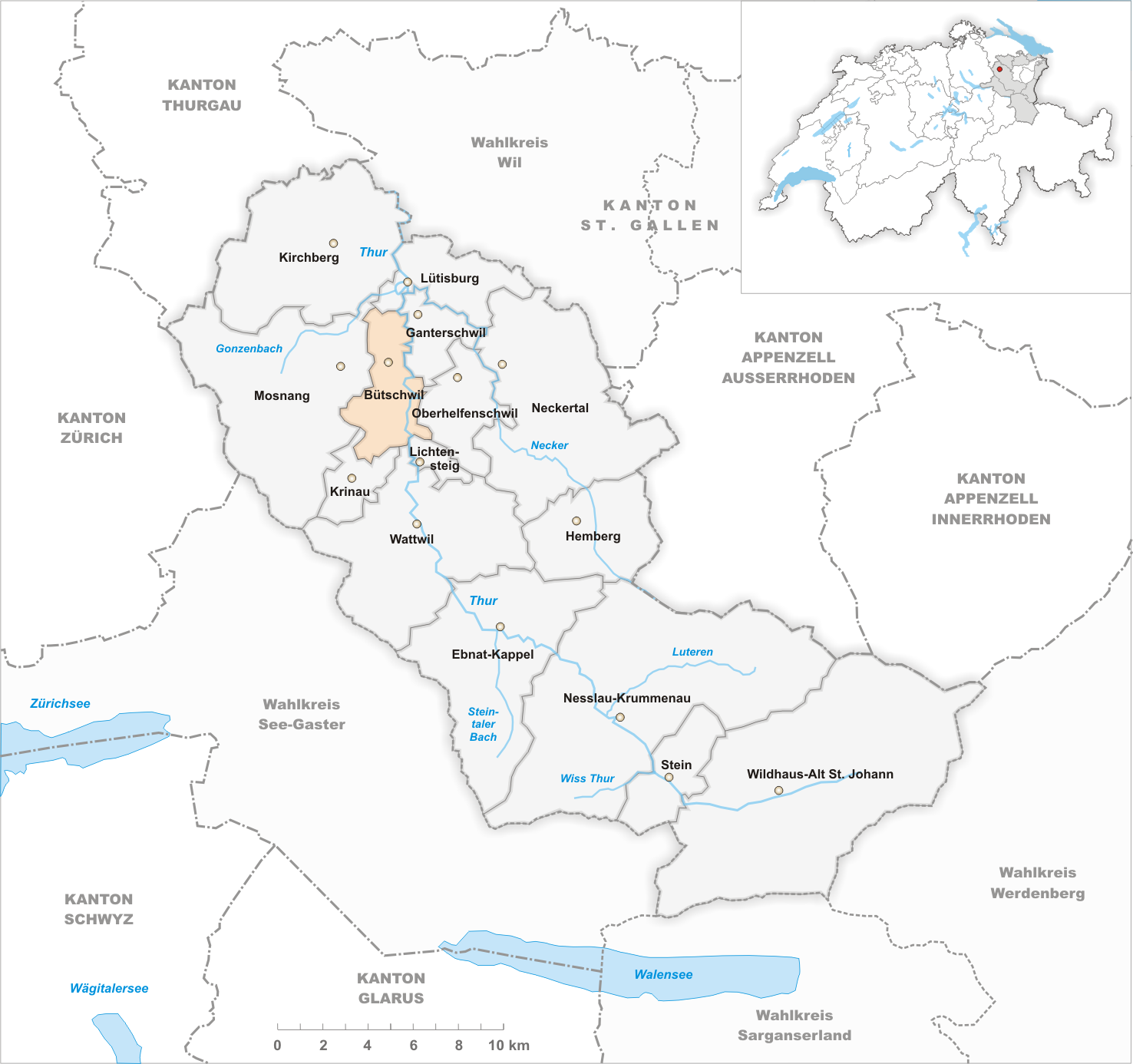
Gemeindestand vor der Fusion im Jahr 2013

1275 ist eine Kapelle erwähnt. Bis 1414 gehörte Bütschwil zum Kirchspiel Ganterschwil und wurde danach eine selbstständige Pfarrei. Die Reformation spaltete die Einwohnerschaft. Nach 1531 kehrten die meisten Reformierten zum katholischen Kultus zurück; die Kirche wurde jedoch bis 1778 paritätisch genutzt. Bütschwil war im Toggenburger Krieg 1712 Parteigängerin des Abts. Unter Integration der umliegenden Weiler wurde Bütschwil 1803 zu einer politischen Gemeinde des Bezirks Untertoggenburg. Bei der Aufteilung des Untertoggenburgs 1831 wurde Bütschwil dem Bezirk Alttoggenburg zugeordnet.
Ab 1850 veränderte die Textilindustrie die zuvor von Ackerbau und Viehzucht geprägte Wirtschaft: Im Sohr entstand eine mechanische Buntweberei und im Dorf Bütschwil zwei Maschinenstickereien. In Dietfurt wurden drei Maschinenstickereien, je eine Färberei und Schlichterei sowie die Spinnerei und die Weberei Dietfurt AG erstellt. Die Weberei, welche Ende der 1960er Jahre 600 bis 700 Beschäftigte zählte, stellte 1999/2000 den Betrieb ein. Die stark wachsenden Dörfer Bütschwil und Dietfurt erhielten 1870 Anschluss an die Toggenburger Bahn. Die 1863 gegründete private Sekundarschule Bütschwil-Ganterschwil ging 1913 an die beiden Gemeinden über. 1905 erfolgten die Gründung einer evangelischen Kirchgemeinde und der Kirchenbau im Feld. Zu Beginn des 21. Jahrhunderts hat die Textilbranche nur noch einen Arbeitgeber mit rund 30 Arbeitsplätzen. Sie hat ihre Bedeutung eingebüsst. Nun prägen Metall- und Holzbearbeitungsindustrie, ein vielseitiges Gewerbe sowie die Landwirtschaft die Wirtschaftsstruktur von Bütschwil, das auch Standort eines regionalen Pflegeheims ist.
Am 27. November 2011 fanden in Bütschwil und Ganterschwil Abstimmungen über eine Gemeindefusion statt. Die Abstimmung wurde in Bütschwil mit einem Ja-Anteil von 82 % angenommen. Die neue Gemeinde wurde per 1. Januar 2013 gegründet und trägt den Namen Bütschwil-Ganterschwil.

## Wappen
Das Wappen zeigt zwei weisse, verschlungene Schwanenhälse auf rotem Grund. Es stammt von den Edlen von Holzhausen, die die Ministerialen der Grafen von Toggenburg waren. Sie waren während über einem Jahrhundert Verwalter des Kellhofes in Bütschwil. Im Zuge der Gemeindefusion mit Ganterschwil wurde allerdings ein neues Wappen gewählt. Es zeigt eine rote Brücke auf weissem Grund, gebaut auf grünem Grund. Das ursprüngliche Wappen wird aber beibehalten.

## Bevölkerung
| Die zur Anzeige dieser Grafik verwendete Erweiterung wurde dauerhaft deaktiviert. Wir arbeiten aktuell daran, diese und weitere betroffene Grafiken auf ein neues Format umzustellen. (Mehr dazu) |

Am 1. Juli 2022 hatte die Ortschaft Bütschwil 3495 Einwohner.

## Sehenswürdigkeiten

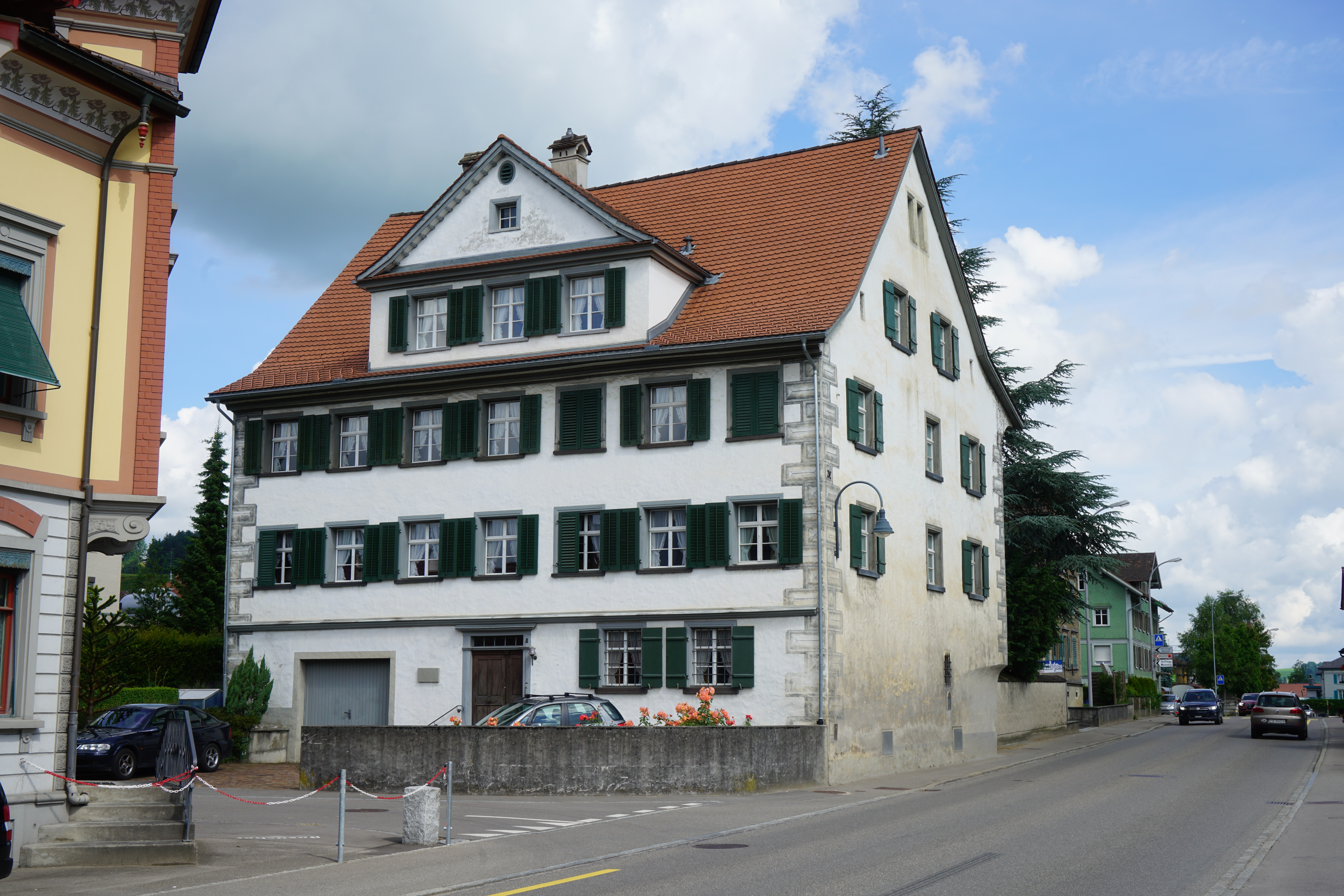
Weisses Haus

Das Weisse Haus wurde Mitte des 17. Jahrhunderts erbaut. An der Nordseite befinden sich Treppentürmchen. Die Ausstattung stammt aus dem 18. Jahrhundert.
Der Verein Ortsmuseum unterhält die alte Säge Hätschberg und die Taamühle.

## Verkehr
Bütschwil wird von der Eisenbahnlinie Wil–Wattwil mit den Stationen Bütschwil und Dietfurt und der Hauptstrasse 16 Wil–Wattwil erschlossen. 2014 bis 2020 wurde die 3,8 Kilometer lange und 200 Millionen Franken teure Umfahrungsstrasse erbaut, welche Bütschwil am östlichen Dorfrand umfährt. Die Strasse befindet sich zwischen den beiden bestehenden Ortsumfahrungen Lichtensteig und Bazenheid und entlastet die Ortskerne von Bütschwil und Dietfurt vom Individualverkehr.
Vom Bahnhof Bütschwil führen Postautolinien nach Mosnang–Libingen/Mühlrüti und nach Ganterschwil–Lütisburg–Flawil. Von Dietfurt fährt das Postauto über Oberhelfenschwil zum Bahnhof Brunnadern-Neckertal und über Lichtensteig nach Krinau.
Durch das ehemalige Gemeindegebiet verläuft der 60 Kilometer lange Thurweg – ein Wanderweg, der entlang der Thur von Wil nach Wildhaus führt.

## Wirtschaft
Bütschwil hat recht unterschiedliche Industrie- und Gewerbeunternehmen in verschiedenen Branchen. Zu den grössten Arbeitgebern zählt das Regionale Seniorenzentrum Solino. Immer noch nimmt auch die Landwirtschaft einen grossen Stellenwert ein.
In Bütschwil befindet sich ein Ausbildungszentrum des Zivilschutzes.

## Bilder

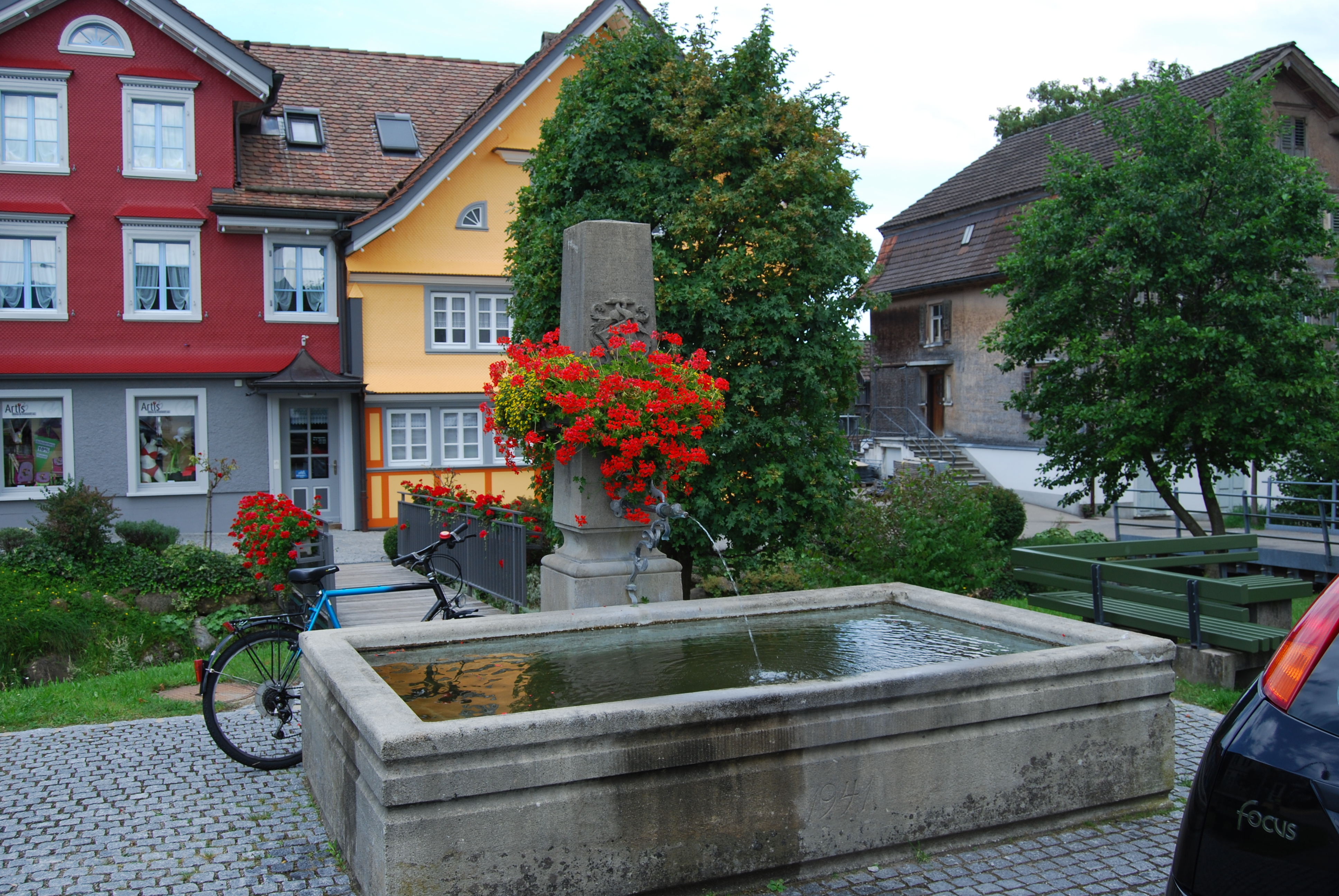
Dorfbrunnen
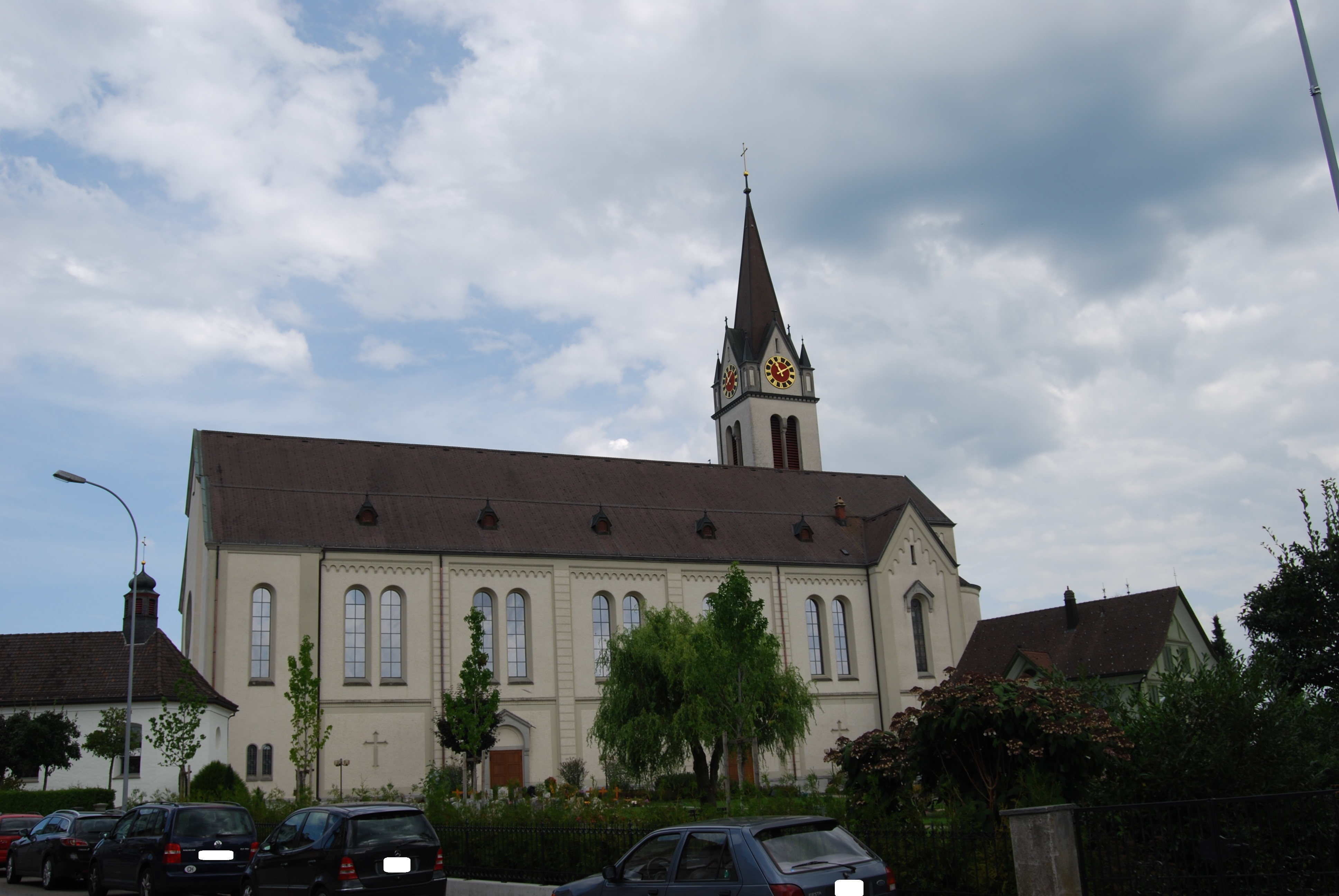
Katholische Kirche
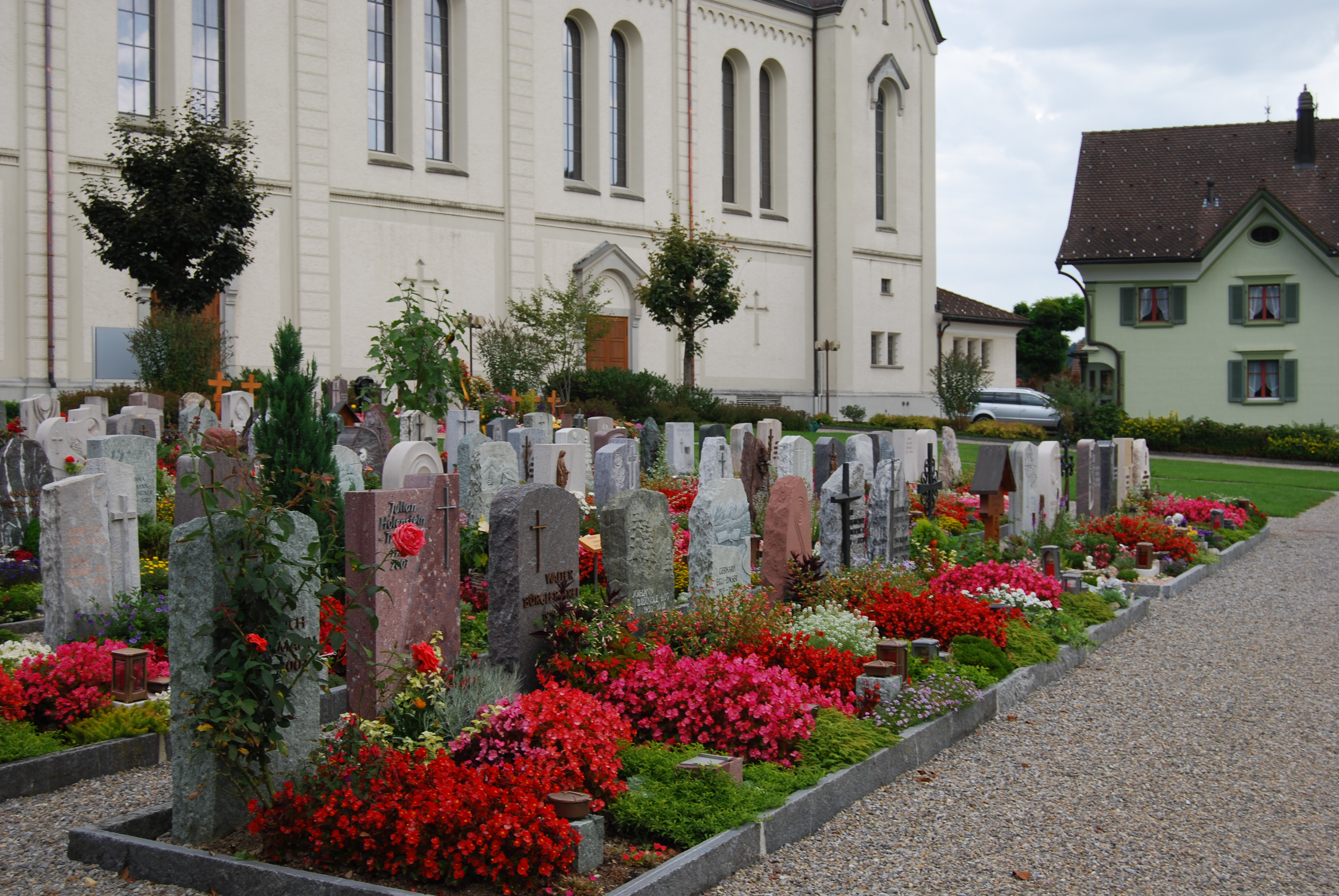
Friedhof
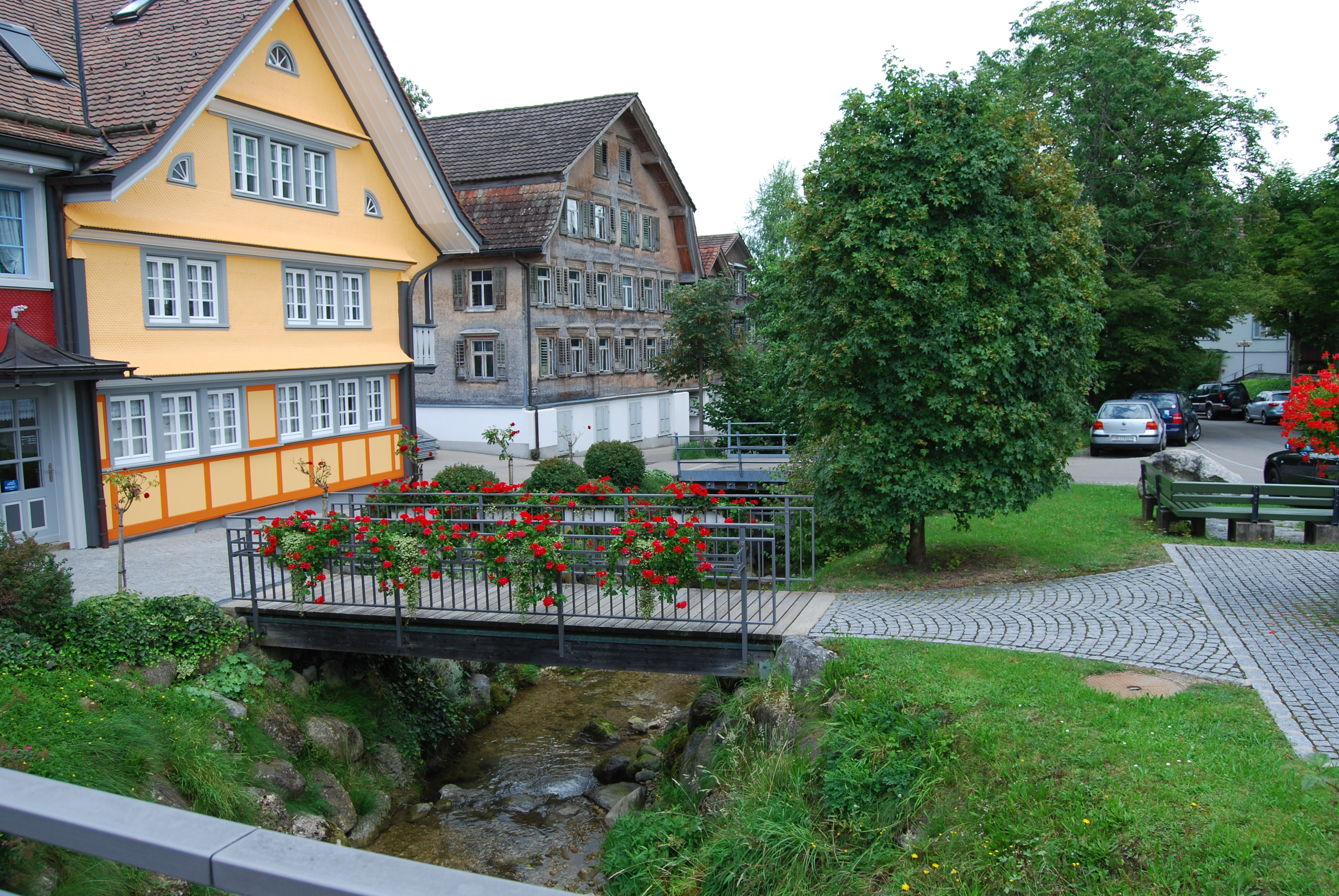
Dorfbach
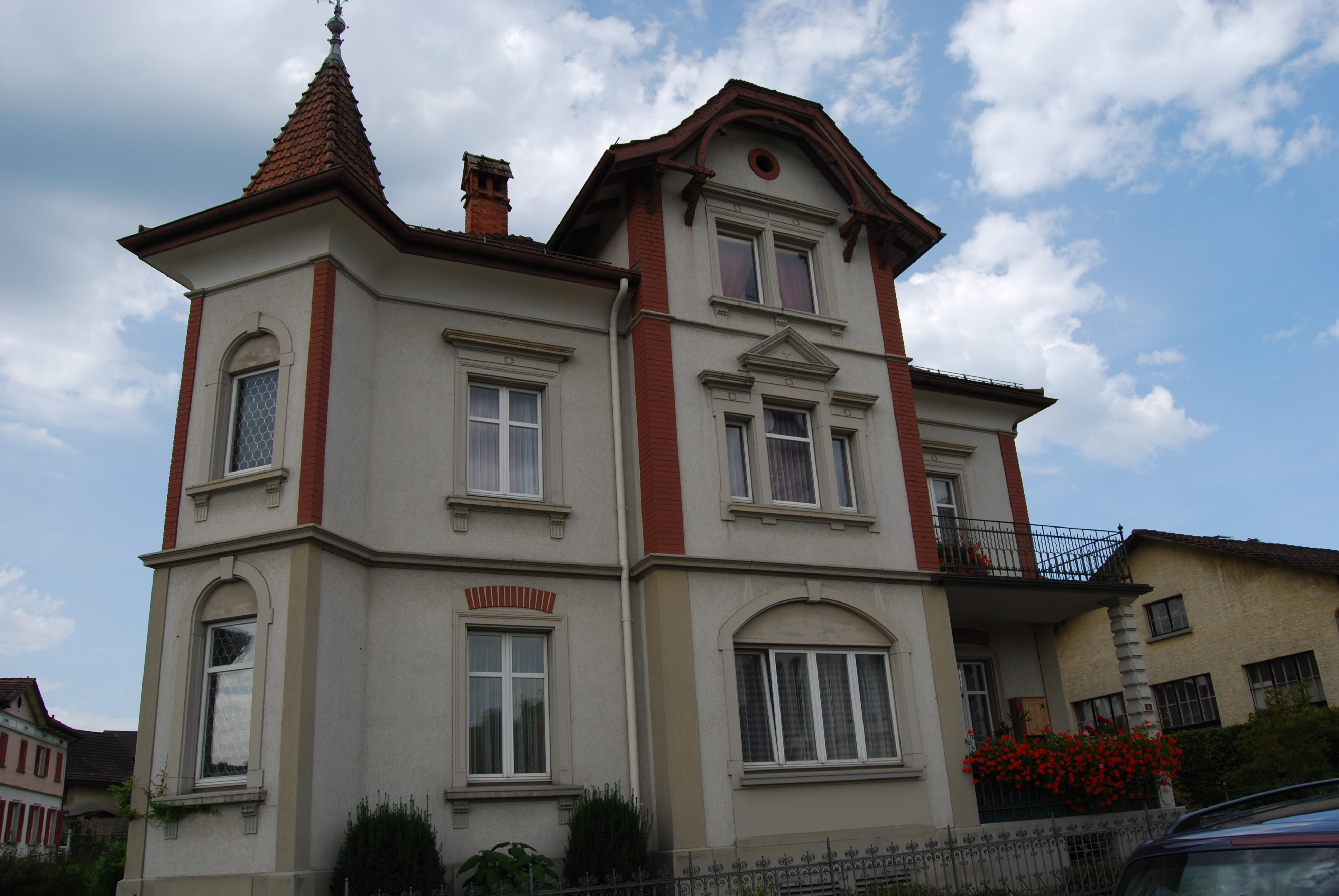
Jugendstilhaus
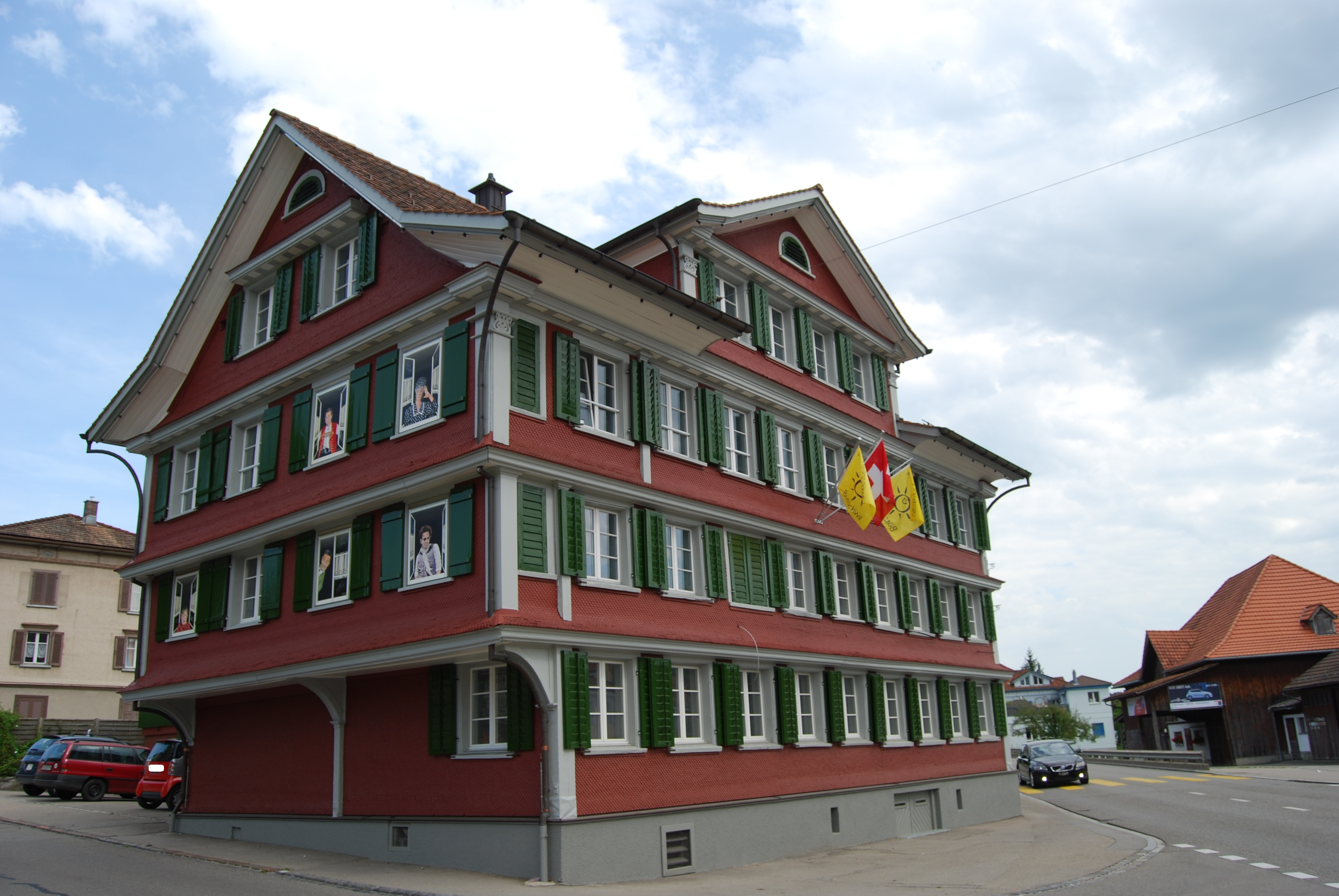
Gästehaus «Sonne»

## Persönlichkeiten
- Benedikt Gletting (um 1500–1565), Liedtexter weltlicher und geistlicher Lieder
- Thomas Holenstein (1858–1942), Jurist und Politiker
- Ernst Bühler (1909–1972), Radrennfahrer
- Hildegard Simmen-Schmid (1933–1989), in Bütschwil geborene Politikerin, Urner Landrätin